# Ana de Velasco e Girón
D. Ana Fernández de Velasco y Téllez-Girón, mais conhecida somente por Ana de Velasco (Nápoles, 12 de março de 1585 - Vila Viçosa, 7 de novembro de 1607) foi duquesa-consorte de Bragança, pelo seu casamento com Teodósio II, 7.º Duque de Bragança e mãe do futuro Rei João IV de Portugal, fundador da Dinastia de Bragança. 

## Biografia

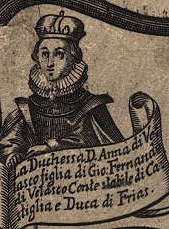
D. Ana de Velasco, representada numa gravura genealógica de 1645.

Era a filha mais velha de Juan Fernández de Velasco y Tovar (1550-1613), 5.º Duque de Frias, 3.º Marquês de Berlangas, 7.º Conde de Haro, 11.º Condestável de Castela e de María Téllez-Girón y Guzmán (1553-1608), filha de Pedro Téllez-Girón y de la Cueva, 1.º Duque de Osuna e 5.º Conde de Ureña e da sua primeira mulher Leonor Ana de Gusmão e Aragão da Casa de Medina-Sidonia. Tinha um irmão mais novo, Juan Fernández de Velasco (1597-1621).
Em 17 de junho de 1603, com 18 anos, casou-se com Teodósio II, Duque de Bragança, de 35. Motivado pelo enlace, o Duque de Bragança levou a cabo grandes obras no Paço Ducal. Grandes festas e torneios foram narrados, sendo preservado um manuscrito sobre o evento na Biblioteca Nacional da Espanha.
Faleceu com apenas 22 anos, no Paço Ducal de Vila Viçosa, vítima de doença prolongada. Encontra-se sepultada no Panteão das Duquesas de Bragança, no Convento das Chagas, em Vila Viçosa, junto da filha Catarina.
Era, segundo consta, extremamente devota e amada pelo povo de Vila Viçosa, pelas suas obras de caridade e espírito afável, sendo a sua morte extremamente sentida pelo marido.

### Descendência
Do seu matrimónio nasceram quatro filhos:
- João IV, Rei de Portugal (1603-1656);
- Duarte de Bragança, senhor de Vila do Conde (1605-1649);
- Catarina de Bragança (1606-1610);
- Alexandre de Bragança (1607-1637).